# مدخل إلى الفيروسات
الفيروس (بالإنجليزية: Virus)‏ هو عامل بيولوجي يتكاثر داخل خلايا المضيف الحي. عندما تصاب بفيروس تضطر الخلية المضيفة إلى إنتاج آلاف النسخ المتطابقة من الفيروس الأصلي بمعدل غير عادي. على عكس معظم الكائنات الحية، لا تمتلك الفيروسات خلايا قابلة للانقسام؛ حيث يتم تجميع فيروسات جديدة في الخلية المضيفة المصابة. لكن على خلاف الجزيئات البروتينية المسببة للعدوى، تحتوي الفيروسات على جينات؛ مما يمنحها القدرة على التحور والتطور. تم اكتشاف أكثر من 5,000 نوع من الفيروسات.
لا زالت أصول الفيروسات غير واضحة: بعضها قد تطور من البلازميدات - وهي أجزاء من الدنا يمكن أن تنتقل بين الخلايا - في حين أن البعض الآخر قد تطور من البكتيريا. يتكون الفيروس من جزأين أو ثلاثة أجزاء: جينات مصنوعة من DNA أو RNA، وجزيئات تحمل المعلومات الجينية، وطبقة بروتينية تحمي الجينات. وفي بعض الفيروسات، يتم استخدام غلاف الفيروس الذي يحيط بطبقة بروتينية ويستخدم مع مستقبلات محددة للدخول إلى خلية مضيفة جديدة. تختلف الفيروسات في الشكل من الحلزونية البسيطة وعشروني السطوح البسيطة إلى العاثية الأكثر تعقيدًا. تتراوح الفيروسات في الحجم من 20 إلى 300 نانومتر.
تنتشر الفيروسات بطرق عدة. كما أن العديد من الفيروسات محددة للغاية بالنسبة إلى الأنواع أو الأنسجة المضيفة التي تهاجمها، وكل نوع من أنواع الفيروسات يعتمد على طريقة معينة للانتشار. غالبًا ما تنتشر الفيروسات النباتية من النباتات إلى النباتات عن طريق الحشرات والكائنات الحية الأخرى، المعروفة باسم ناقل. تنتشر بعض فيروسات الحيوانات، بما في ذلك البشر، عن طريق التعرض للسوائل الجسدية المصابة. تنتشر فيروسات مثل الإنفلونزا عبر الهواء بواسطة قطرات من الرطوبة عندما يسعل الناس أو يعطسون. تنتقل الفيروسات مثل نوروفيروس بالطريق الفموي-الشرجي، والذي يتضمن تلوث اليدين والغذاء والماء. غالبًا ما ينتشر الفيروس العجلي عن طريق الاتصال المباشر مع الأطفال المصابين. ينتقل فيروس نقص المناعة البشرية HIV، عن طريق سوائل جسدية تنقل أثناء ممارسة الجنس. أما الأنواع الأخرى مثل فيروس الضنك عن طريق الحشرات الماصة للدم.
يمكن أن تسبب العدوى الفيروسية المرض في البشر والحيوانات وحتى النباتات. ومع ذلك، يتم التخلص منها عادة بواسطة جهاز المناعة، مما يمنح مناعة مدى الحياة للمضيف ضد هذا الفيروس. لا تؤثر المضادات الحيوية على الفيروسات، ولكن تم تطوير العقاقير المضادة للفيروسات لعلاج الإصابات التي تهدد الحياة. يمكن للقاحات التي تنتج مناعة مدى الحياة منع بعض الالتهابات الفيروسية.

## الإكتشاف

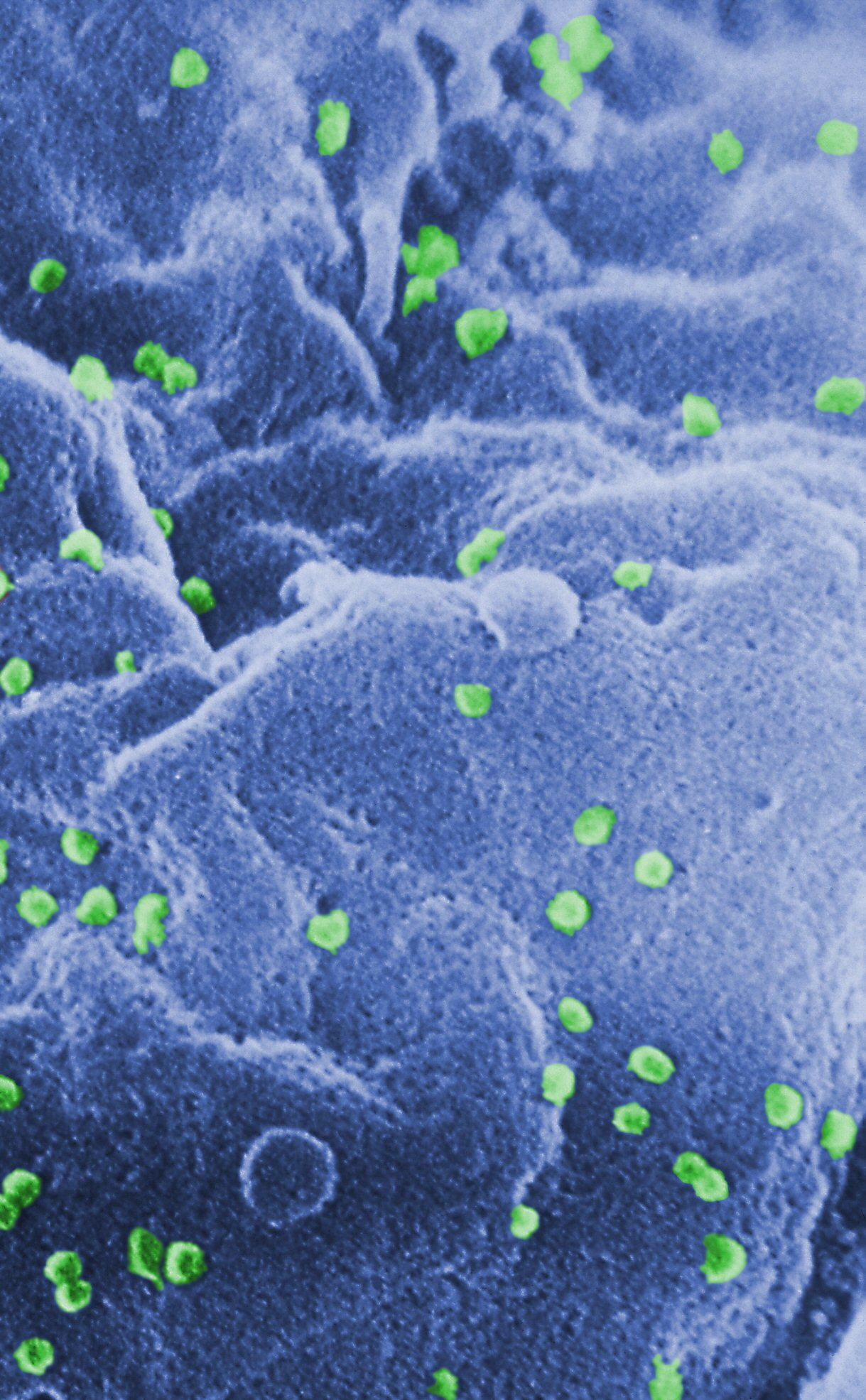
مجهر إلكتروني ماسح لفيروس HIV-1، أخضر ملون، تبرعم من خلية لمفاوية

في عام 1884، اخترع عالم الأحياء الدقيقة الفرنسي شارل شمبرلند مرشحًا، عُرف اليوم باسم مصفاة شمبرلند أو مرشح تشامبرلاند-باستور، الذي يحتوي على مسام أصغر من البكتيريا. وبالتالي يمكن أن يمرر محلولًا يحتوي على بكتيريا من خلال الفلتر ويزيلها تمامًا من المحلول. في أوائل عام 1890، استخدم عالم الأحياء الروسي ديمتري إيفانوفسكي هذا المرشح لدراسة ما أصبح يعرف بفيروس تبرقش التبغ. أظهرت تجاربه أن المستخلصات من أوراق نبات التبغ المصابة تبقى معدية بعد الترشيح.
في الوقت نفسه، أثبت العديد من العلماء الآخرين أنه على الرغم من أن هذه العوامل (التي سميت فيما بعد الفيروسات) كانت مختلفة عن البكتيريا، إلا أنها يمكن أن تسبب المرض، وكانت حوالي مئة ضعف من حجم البكتيريا. في عام 1899 لاحظ عالم الميكروبيولوجيا الهولندي مارتينوس بايرينك أن العامل ضرب فقط في الخلايا المقسمة. بعد فشله في إثبات طبيعته الجسيمية، وصفه بأنه «سائل ليفيتيوم فيفوم»، و«جرثومة حية قابلة للذوبان». في أوائل القرن العشرين، اكتشف عالم الجراثيم الإنجليزي فريدريك توارت الفيروسات التي تصيب البكتيريا، كما وصف عالم الميكروبات الفرنسي الكندي فيليكس دهيريل الفيروسات التي عند إضافتها للبكتيريا التي تنمو على الأغار، ستؤدي إلى تكوين مناطق كاملة من الجراثيم.
مع اختراع المجهر الإلكتروني في عام 1931، قام المهندسان الألمانيان إرنست روسكا وماكس كنول بأول صور للفيروسات. في عام 1935، فحص عالم الفيروسات والكيمياء الحيوية الأمريكي ووندل ستانلي فيروس فسيفساء التبغ ووجد أنه مصنوع في الغالب من البروتين. وبعد وقت قصير، تم فصل هذا الفيروس إلى أجزاء من البروتين والرنا. كانت مشكلة العلماء الأوائل هي أنهم لا يعرفون كيف يزرعون الفيروسات دون استخدام الحيوانات الحية. جاء هذا الإنجاز في عام 1931، عندما قام أخصائي علم الأمراض الأمريكي أرنست وليام غودباستير وأليس مايلز وودروف بتطوير الإنفلونزا والعديد من الفيروسات الأخرى في بيض الدجاج المخصب. بعض الفيروسات لا يمكن أن تزرع في بيض الدجاج، ولكن تم حل هذه المشكلة في عام 1949 عندما قام كل من جون فرانكلين إندرز وتوماس هاكل ولر وفريدريك تشابمان روبنز بتطوير فيروس شلل الأطفال في ثقافات خلايا الحيوانات الحية. تم اكتشاف أكثر من 5000 نوع من الفيروسات.

## الأصول
تتعايش الفيروسات في أي بيئة تكون فيها. ربما تكون موجودة منذ أن تطورت الخلايا الحية لأول مرة. ويبقى أصل الفيروسات غير واضح لأنها لا تشكل أحافير، لذلك كانت التقنيات الجزيئية هي أكثر الوسائل المفيدة في فرضية تكونها. ومع ذلك، تعتمد هذه التقنيات على توافر DNA أو RNA الفيروسي القديم ولكن معظم الفيروسات التي تم حفظها وتخزينها في المختبرات هي أقل من 90 عامًا. لم تنجح الطرق الجزيئية إلا في تتبع أصل الفيروسات التي تطورت في القرن العشرين.
ثلاثة نظريات رئيسية تتناول أصول الفيروسات:

## وصلات خارجية
- Virus Pathogen Resource – البيانات الجينية وغيرها من البحوث حول الفيروسات المسببة للأمراض البشرية
- Influenza Research Database – البيانات الجينومية والبيانات البحثية الأخرى حول فيروسات الإنفلونزا